# Morany (przystanek kolejowy)
Morany – zamknięty przystanek osobowy w Moranach na linii kolejowej nr 222 Małdyty – Malbork, w województwie pomorskim.